# مكتبة مجلس الشيوخ (جامعة لندن)

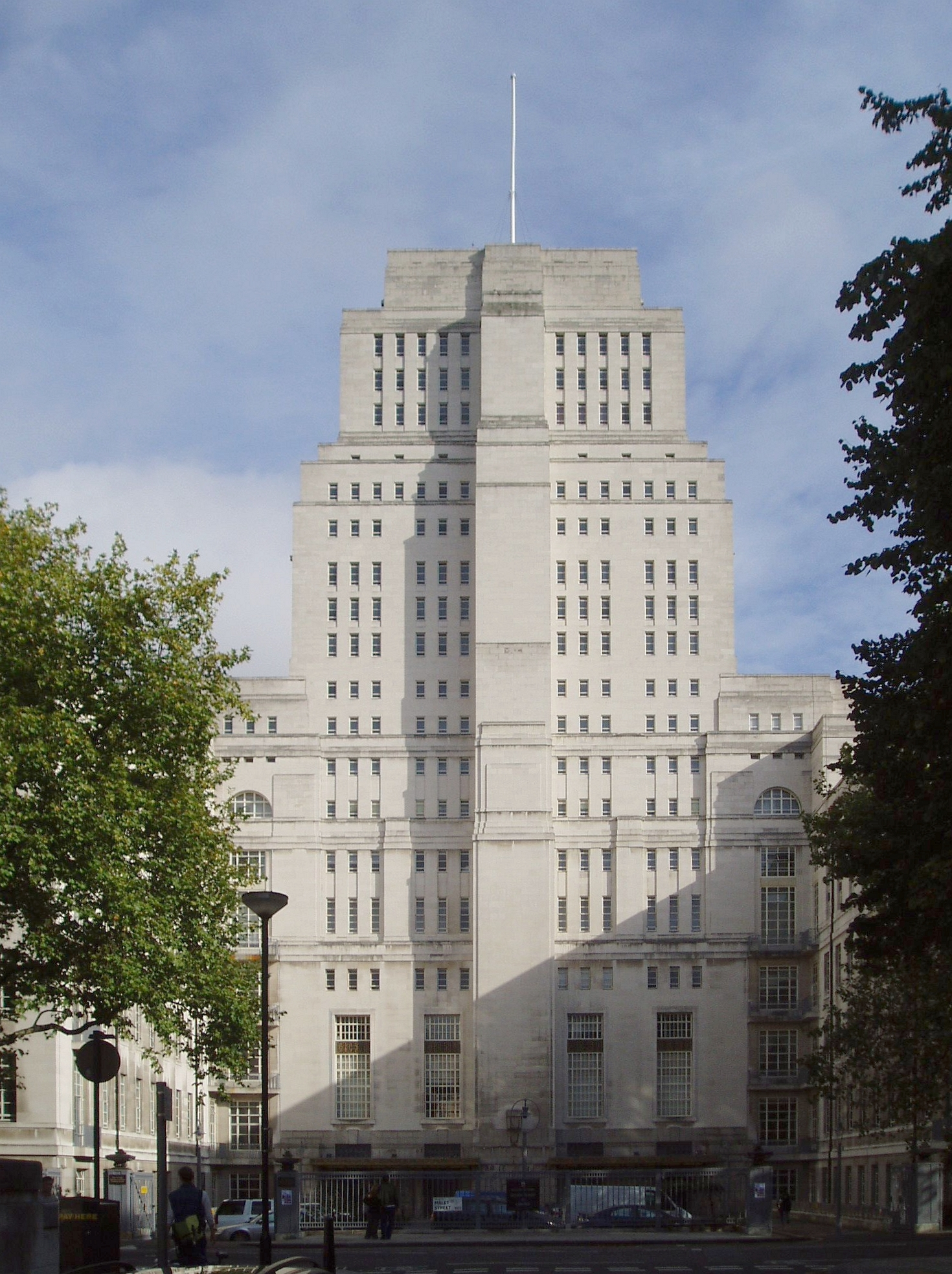
مجلس الشيوخ، جامعة لندن(2005).

مكتبة مجلس الشيوخ، جامعة لندن (بالإنجليزية: Senate House Library) والتي كانت تعريف سابقاً باسم مكتبة جامعة لندن هي مكتبة مهمة في مبنى مجلس الشيوخ، جامعة لندن. وهذه المكتبة متاحة لاستخدام جميع الطلبة في جامعة لندن في جميع الكليات بالرغم من اختلاف مستوى الاستفادة من المكتبة من كلية لأخرى. وتعد المكتبة متخصصة إلى حد ما بالفنون والعلوم الإنسانية والعلوم الاجتماعية.
وتخضع هذه المكتبة لإشراف الجامعة كجزء من خدمات المكتبة البحثية في جامعة لندن وبلغ عدد المشتركين في المكتبة في العام 2005 (32,000) مستخدم. وتضم الجامعة ما يقارب 3 ملايين كتاب منها 120,000 كتاب طبع قبل العام 1851. وتشترك المكتبة فيما يزيد عن 5,200 مجلة، كما يوجد فيها ما يربو عن 170,000 رسالة جامعية من طلبة الدراسات العليا.
كما تضم الجامعة الملفات الأرشيفية لجامعة لندن ولاسيما الأرشيف الرئيسي للجامعة بالإضافة إلى العديد من المجموعات المهمة.

## التمويل والإدارة
تعد مكتبة مجلس الشيوخ جزءًا من إدارة جامعة لندن وتشرف عليها الجامعة بشكل مباشر. تتلقى المكتبة تمويلها الأساسي من ميزانية الجامعة، كما تعتمد على الشراكات والتمويل الخارجي مثل المنح البحثية التي تتيح دعمًا إضافيًا لمشاريع البحث العلمي. يوفر هذا الدعم المالي فرصًا بحثية متميزة من خلال الزمالات البحثية والزائرية التي تمنح للباحثين والطلاب المتميزين. تهدف هذه الفرص إلى تعزيز تطوير البحث الأكاديمي داخل المجموعات الخاصة للمكتبة.

## التعاون الأكاديمي والبحثي
تتعاون مكتبة مجلس الشيوخ مع العديد من الجامعات المحلية والدولية وكذلك المؤسسات البحثية المختلفة. تساعد هذه الشراكات المكتبة في توفير موارد أكاديمية إضافية وتعزيز أنشطتها التعليمية. من خلال هذه العلاقات، يتم تبادل المعرفة والمصادر العلمية، مما يعزز مكانتها كمركز أكاديمي حيوي يدعم أبحاث الطلاب والباحثين في جميع مجالات الفنون والعلوم الإنسانية والاجتماعية.

## وصلات خارجية
- الموقع الرسمي للمكتبة
- الموقع الرسمي لجامعة لندن نسخة محفوظة 6 ديسمبر 2010 على موقع واي باك مشين.